# Dnipro (metropolitana di Kiev)
Dnipro (in ucraino Дніпро?, ) è una stazione della linea Svjatošyns'ko-Brovars'ka, la linea 1 della metropolitana di Kiev. È stata inaugurata il 6 novembre 1960.